# ČSK Uherský Brod
ČSK Uherský Brod is een Tsjechische voetbalclub uit de Moravische stad Uherský Brod. De club is in 1918 opgericht, maar de geschiedenis van het voetbal in Uherský Brod begon al in 1893 met de oprichting van Eislaufverein Ungarisch Brod. ČSK Uherský Brod speelt in de MSFL, het derde niveau van het Tsjechische voetbal. In het seizoen 1994/95 speelde ČSK een seizoen in de toenmalige Druhá liga.

## Naamsveranderingen
- 1918 – ČSK Uherský Brod (Český sportovní klub Uherský Brod)
- 1952 – Sokol Zbrojovka Uherský Brod
- 1953 – Sokol ZPS Uherský Brod (Sokol Závody přesného strojírenství Uherský Brod)
- 195? – Spartak ZPS Uherský Brod (Spartak Závody přesného strojírenství Uherský Brod)
- 1994 – ČSK Uherský Brod (Český sportovní klub Uherský Brod)